# Betsy Randle
Pour les articles homonymes, voir Randle.
Betsy Randle est une actrice américaine née le 24 juin 1955 à Chicago, Illinois (États-Unis). Elle est principalement connue pour son rôle d'Amy Matthews dans Incorrigible Cory, une série télévisée qui dura sept saisons.

## Filmographie
- 1990 : ABC TGIF (série TV) : Amy
- 1990 : Guess Who's Coming for Christmas? (TV)
- 1993-2000 : Incorrigible Cory (série TV) : Amy Matthews
- 1999 : Démons et merveilles (en) (H-E Double Hockey Sticks)
- 2000 : Urban Mythology : Carol Simpson
- 2003 : The Beat : Marie Bernard
- 2014 : Le Monde de Riley (série TV) : Amy Matthews